# Rasa de cal Reig
La rasa de Cal Reig és un afluent per la dreta de la Ribera Salada.
Neix a 860 m d'altitud, a la font de la Devesa, al vessant meridional de la Roca de Montpol.
Durant tot el seu recorregut manté la direcció NW-SE. Als 817 m d'alt. travessa el camí que va del santuari de la Mare de Déu de Massarrúbies fins a Montpol passant per l'obaga de Pujolets i durant gairebé 1 km avançarà en paral·lel a aquest camí que transcorre per la seva banda dreta. Quan arriba a l'alçada de l'obaga de la Mare de Déu, se'n va allunyant per passar a 150 m de la Sort i desguassa a la Ribera Salada 150 m al sud de la masia de cal Reig i pràcticament davant per davant de la rasa de Sales, a 597 m d'altitud.